# Tachileik
Tachileik är en stad i Myanmar. Den ligger i delstaten Shan, i den östra delen av landet, 400 km öster om huvudstaden Naypyidaw. Tachileik ligger 402 meter över havet och folkmängden uppgår till cirka 50 000 invånare.
Staden kan nås via en bro över floden Mae Sai som bildar gräns mot Thailand.

## Geografi
Terrängen runt Tachileik är kuperad västerut, men österut är den platt. Runt Tachileik är det tätbefolkat, med 297 invånare per kvadratkilometer. Trakten runt Tachileik består till största delen av jordbruksmark.